# Arvo Ojalehto
Arvo Kalevi Aulis Ojalehto (Haapavesi, 17 aprile 1957) è un sollevatore finlandese che gareggiò nelle categorie dei pesi gallo e pesi piuma.

## Carriera
Ha militato nelle squadre del Vihanni Urheilii, Raahen Vesa e Kauhajoken Karhu, vincendo tredici campionati finlandesi tra il 1977 e il 1992 e cinque volte i campionati nordici nel 1978, 1979, 1982, 1985 e 1990.
Partecipò a tre edizioni dei Giochi olimpici: a Mosca nel 1980, che valevano anche come campionati mondiali, piazzandosi tredicesimo, a Los Angeles nel 1984, anche queste valevoli come campionati mondiali, finendo settimo e a Seul nel 1988, classificandosi dodicesimo, sempre nei pesi gallo. Ai campionati mondiali fu dodicesimo nel 1978, quattordicesimo nel 1979, ottavo nel 1985, settimo nel 1986 e nono nel 1987 e nel 1990. Ai campionati europei vinse la medaglia di bronzo a Reims nel 1987, conquistando anche l'argento nello strappo e il bronzo nello slancio. Nel 1978 e 1980 fu ottavo, poi quarto nel 1984, settimo nel 1985, sesto nel 1986, quinto nel 1988, settimo nel 1990 e nono nel 1991.
Dopo il ritiro dall'attività agonistica, fu allenatore e componente del consiglio della federazione finlandese di sollevamento pesi. In seguito venne nominato presidente dell'ultimo club dove ha militato, il Kauhajoken Karhu.